# Chanquere
Chanquere (em turco: Çankırı) é uma cidade e distrito (ilçe) do centro da Turquia. É a capital da província homónima e faz parte da Região da Anatólia Central. O distrito tem 1 440 km² de área e em 2021 tinha 100 027 habitantes (densidade: 69,5 hab./km²), dos quais 90 564 moravam na cidade. Situa-se cerca de 140 km a nordeste de Ancara.

## História
Na Antiguidade, a cidade era conhecida como Gangra. Por um período, foi conhecida também como Germanicópolis (em grego: Γερμανικόπολις), embora Ptolomeu a chamasse Germanópolis (em grego: Γερμανόπολις). Posteriormente, foi também Changra e Kandari ou Kanghari.
O povoado testemunhou a hegemonia de diversas culturas e raças diferentes durante a sua história, como os hititas, persas, gregos, partas e gálatas, passando pelos romanos e bizantinos, até os seljúcidas e, finalmente, pelos otomanos. Traços desta longa história ainda se encontram por toda a região.
Gangra, a capital do reino da Paflagónia de Deiotaro Filadefo, filho de Castor, foi absorvido na província romana da Galácia quando ele morreu, em 65 a.C. A cidade antiga, cujo nome significa "cabra", foi construída numa colina atrás da cidade moderna, onde ainda estão as ruínas de uma fortaleza posterior, enquanto a cidade romana já ocupava o local onde hoje está a cidade moderna. Foi chamada nessa época Germanicópolis, provavelmente em homenagem a Germânico ou ao imperador romano Cláudio (até a morte de Caracala).
Já no período cristão, Gangra era uma sé episcopal da Paflagónia. No século IV, a cidade foi o local de um importante sínodo eclesiástico, o Sínodo de Gangra. Conjeturas sobre a data deste sínodo variam de 340 a 376. Tudo o que pode ser afirmado com certeza é que ele foi realizado por volta de meados do século IV. As cartas sinodais afirmam que vinte e um bispos se reuniram ali para tomar uma ação contra Eustácio de Sebaste e seus seguidores, que condenavam o casamento, falavam contra a Igreja, realizavam pequenos concílios por conta própria, se vestiam de maneira peculiar, denunciavam a riqueza e afirmavam viver numa espécie de santidade. O sínodo condenou as práticas de Eustácio, declarando contudo que não se condenava a ali a virgindade em si, mas a forma desonrosa que tratavam o casamento; não a pobreza, mas a calúnia feita à riqueza honesta e benevolente; não o ascetismo, mas o orgulho espiritual; não a piedade individual, mas a desonra à casa de Deus. Os vinte cânones de Gangra foram declarados ecumênicos pelo Concílio de Calcedônia em 451.

## Economia
Diversos produtos agrícolas como trigo, milho, cereais e maçãs são cultivados nos campos da regiões, ricos em água para irrigação. A maior parte da indústria está localizada perto do centro da cidade e em Korgun. Outras localidades que estão no mapa industrial da cidade são Şabanözü, Çerkeş, Ilgaz, Kurşunlu e Yapraklı.

## Clima
O clima de Chanquere é predominantemente do tipo continental (classificação de Köppen Dsa e Dsb) ou continental úmido (classificação de Trewartha Dca e Dcb). As áreas a norte da cidade são mais úmidas (Dfa e Dfb)). Os verões são geralmente quentes e secos, enquanto que os invernos são frios, chuvosos e com neve.
| Dados climatológicos para Çankırı                | Dados climatológicos para Çankırı | Dados climatológicos para Çankırı | Dados climatológicos para Çankırı | Dados climatológicos para Çankırı | Dados climatológicos para Çankırı | Dados climatológicos para Çankırı | Dados climatológicos para Çankırı | Dados climatológicos para Çankırı | Dados climatológicos para Çankırı | Dados climatológicos para Çankırı | Dados climatológicos para Çankırı | Dados climatológicos para Çankırı | Dados climatológicos para Çankırı |
| Mês                                              | Jan                               | Fev                               | Mar                               | Abr                               | Mai                               | Jun                               | Jul                               | Ago                               | Set                               | Out                               | Nov                               | Dez                               |                                   |
| ------------------------------------------------ | --------------------------------- | --------------------------------- | --------------------------------- | --------------------------------- | --------------------------------- | --------------------------------- | --------------------------------- | --------------------------------- | --------------------------------- | --------------------------------- | --------------------------------- | --------------------------------- | --------------------------------- |
| Temperatura máxima média (°C)                    | 3,4                               | 6,1                               | 12,2                              | 17,8                              | 22,8                              | 27,2                              | 31,1                              | 31,3                              | 26,8                              | 20,1                              | 11,6                              | 5,3                               |                                   |
| Temperatura mínima média (°C)                    | −4,2                              | −3,3                              | −0,3                              | 4,4                               | 8,2                               | 11,7                              | 14,2                              | 13,8                              | 9,5                               | 5,2                               | 0,4                               | −2,0                              |                                   |
| Dias com chuva                                   | 11,2                              | 9,4                               | 8,9                               | 12,0                              | 13,1                              | 10,0                              | 5,0                               | 4,0                               | 4,6                               | 7,2                               | 8,1                               | 10,5                              |                                   |
| Dias de sol                                      | 62                                | 92,4                              | 158,1                             | 177                               | 241,8                             | 282                               | 322,4                             | 306,9                             | 252                               | 182,9                             | 108                               | 52,7                              |                                   |
| Fonte: Devlet Meteoroloji İşleri Genel Müdürlüğü |                                   |                                   |                                   |                                   |                                   |                                   |                                   |                                   |                                   |                                   |                                   |                                   |                                   |